# La azotea de Wyoming
La azotea de Wyoming fue un programa de humor y entrevistas, presentado por El Gran Wyoming y con la colaboración de Pilar Rubio, que se emitió en La Primera en el año 2005. Su título hacía referencia al plató, ya que el programa era grabado en una azotea, en la que el público del programa se colocaba de pie en una terraza que se situaba por encima de dicha azotea.

## Formato
El programa, de emisión semanal, respondía al modelo programa de medianoche, con un análisis de la actualidad desde la perspectiva del humor, e incluyendo entrevistas y sketches de los colaboradores habituales.

## Colaboradores
- Flipy (Enrique Pérez Vergara)
- Llum Barrera
- Pablo Carbonell
- Juanjo de la Iglesia
- Ángel Muñoz Alonso
- Pedro Reyes
- Pepín Tre

## Equipo Técnico
Presentador: El Gran Wyoming.
Dirección: Miguel Cruz Carretero y El Gran Wyoming.
Guion: Ricardo Groizard, Moncho Alpuente y Juanjo de la Iglesia.
Producción ejecutiva TVE: José A. Avendaño.
Producción ejecutiva Grupo Ganga: Miguel Ángel Bernardeau.

## Audiencias
| Temporada | Temporada | Episodios | Estreno             | Final               | Audiencia media | Audiencia media | Audiencia media |
| Temporada | Temporada | Episodios | Estreno             | Final               | Espectadores    | Cuota           |                 |
| --------- | --------- | --------- | ------------------- | ------------------- | --------------- | --------------- | --------------- |
|           | 1         | 9         | 12 de enero de 2005 | 13 de marzo de 2005 | 957 000         | 12,1%           |                 |

El programa no obtuvo los índices de audiencia esperados, a pesar de sus continuos cambios de horarios y la incorporación de actuaciones musicales entre otras novedades, siendo retirado dos meses después de su estreno, tras nueve emisiones y cambios de horario y día de programación, pese a la previsión inicial de trece programas.
En la primera emisión (12 de enero de 2005) contó con una audiencia de 1.384.000 telespectadores, un 20%. En su última emisión fue seguido por 489.000 telespectadores, un 11,3%.